# Új-Zéland történelme

Új-Zéland tartományi határainak alakulása, 1841–1876

Új-Zéland történelme mintegy 1000 évet ölel fel, melynek első részében a sziget lakói (a maorik) teljes elszigeteltségben éltek, majd a 18. századtól fokozatosan európai befolyás alá kerültek. Az ország mindkét világháborúban jelentős szerepet vállalt.

## Polinéz letelepedés

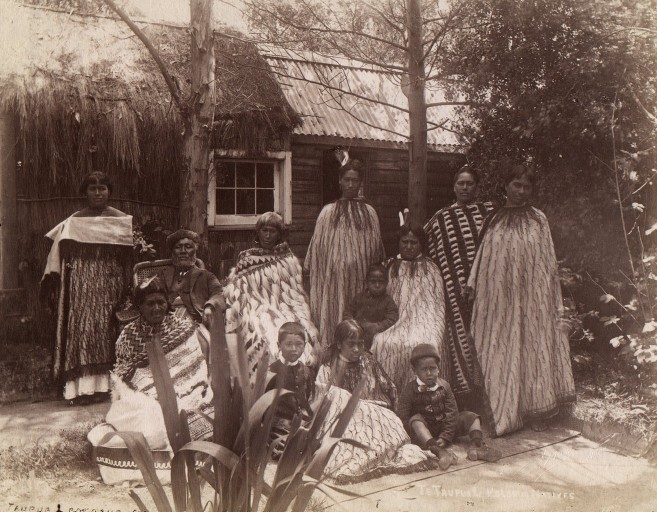
Maori család Rotorua vidékén az 1880-as években

Új-Zéland első telepesei polinézek voltak, Kelet-Polinézia területéről. A 21. század elején a történészek túlnyomórészt egyetértenek abban, hogy erre a letelepedésre a 13. század második felében, 1280 körül kerülhetett sor. Korábban voltak olyan vizsgálati eredmények, amelyek az ember által Új-Zélandra vitt polinéziai patkány maradványainak radiokarbonos vizsgálatából jóval korábbi időpontokat adtak, de ezek utóbb tévesnek bizonyultak.
A polinéz telepesek alakították ki a jellegzetes maori kultúrát. A közeli kis Chatham-szigetekre már Új-Zélandról érkeztek telepesek 1500 körül, belőlük alakult ki a moriori nép.
Az első telepesek kezdetben főleg a röpképtelen, hatalmas, a struccalakúak rendjébe tartozó moa-félék elejtéséből éltek, de az intenzív vadászat ezeket a 16. század elejére teljesen kipusztította. Emiatt a maori társadalom jelentős változásokra kényszerült. Északon, ahol az éghajlat lehetővé tette a Polinéziából magukkal hozott haszonnövények, a taró és édesburgonya termesztését, jelentősen megnőtt a földművelés szerepe. A hidegebb Déli-szigeten olyan helyi növények gyűjtése és termesztése került előtérbe, mint például a káposztafa (Cordyline australis). A növekvő lakosság és a csökkenő élelmiszerforrások miatt súlyosbodtak a társadalmi feszültségek, a törzsi háborúk sok áldozatot követeltek. A korábbi síkvidéki településekkel szemben ekkortól lett jellemző az erődített hegyi falu, a pa mint települési forma. A hadviselés szerves része volt a kannibalizmus, csakúgy, mint a Csendes-óceán más vidékein.
A társadalom alapegysége a nagycsalád, a whānau volt. Több nagycsalád alkotta a nemzetséget (hapū). A nemzetségek csoportjai alkották a törzseket (iwi).
A maorik kultúrája nem ismerte az írást, de nagy szerepe volt a szóbeli hagyományőrzésnek. A szájról-szájra fennmaradt hagyomány legjobb ismerői évszázadokra visszamenően fel tudták sorolni törzseik vezetőit. A kultúra más fontos ágai voltak még a közös éneklés, a tánc, a fafaragás és a tetoválás is.

## Európai felfedezések

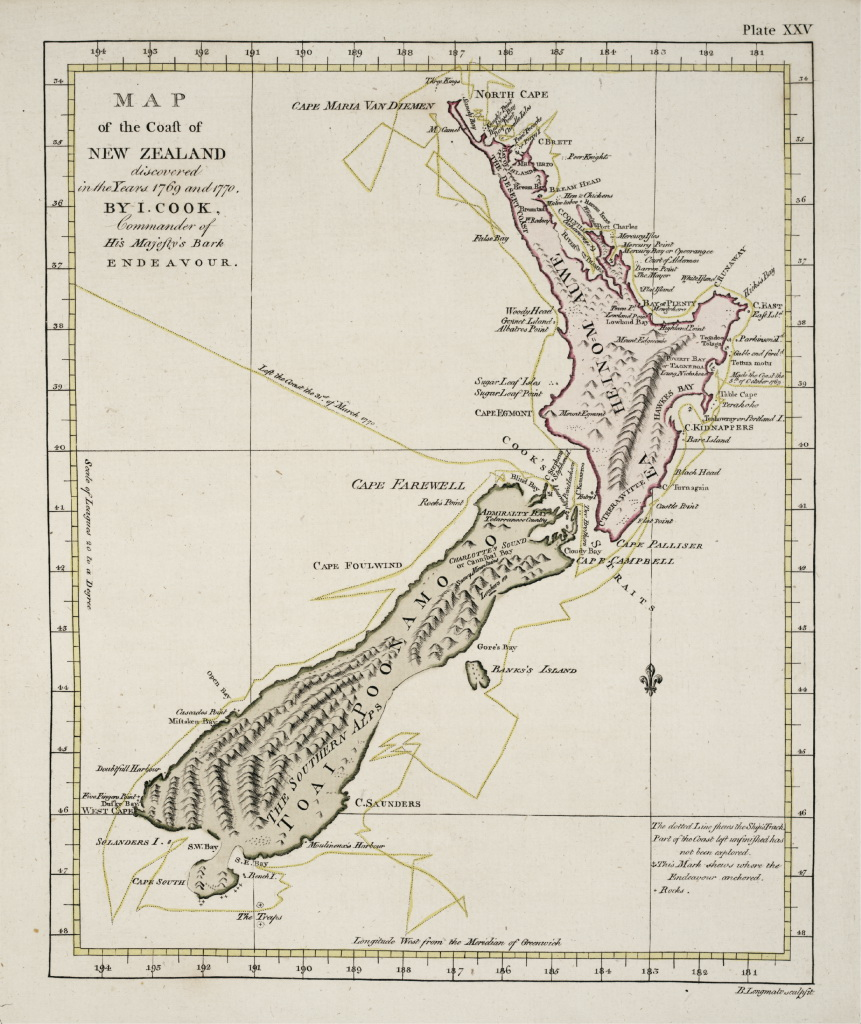
Az első térkép Új-Zélandról, James Cook készítette.

Az első európai, aki ellátogatott a szigetekre, a holland Abel Janszoon Tasman volt 1642-ben. Ezután hosszú ideig nem érkezett ide európai felfedező egészen 1769-ig, amikor a brit James Cook érkezett ide felfedezőútján (amely 1768 és 1771 között zajlott). Cook az év folyamán teljesen feltérképezte a szigetek partvonalát.
Az európai kereskedők cserekereskedelmet folytattak a maorikkal: fegyvert, fémeszközöket cseréltek fára, ételre. A maori hadviselést teljesen átalakította a lőfegyverek megjelenése.

## Gyarmatosítás, gyarmati időszak
A korai 19. században keresztény misszionáriusok telepedtek le a szigeteken, és céljuk volt a helyi maori lakosság áttérítése, valamint a nyugati kultúra terjesztése.
Közben a franciák érdeklődése is megnőtt a terület iránt, ezért a britek William Hobson kapitányt kinevezték kormányzónak (1839-ben), akinek a feladata a brit szuverenitás megerősítése és a maorikkal való kiegyezés lett. 1840. február 6-án végül megkötötték a Waitangi Szerződést, melyben elismerték a maorik jogait (a szerződést Új-Zéland alapító okiratának tartják). Hobson 1840-ben először Okiatót jelölte ki fővárosnak, majd 1841-ben Aucklandbe költözött át a kormányzat.
Új-Zéland először Új-Dél-Wales gyarmat részét képezte, majd 1840-ben önálló gyarmati terület lett, amely megnövelte az európai bevándorlók számát. A maorik először készségesen kereskedtek az európaiakkal, ám az egyre több telepes miatt viták robbantak ki a két csoport között, ami az 1860-as és 1870-es években több konfliktushoz vezetett.
1854-ben első ízben ült össze az új-zélandi parlament. 1856-tól a gyarmat belső önkormányzatot kapott, melynek értelmében a belügyekről önállóan dönthetett.

## Domíniumként
Új-Zéland 1907-ben nyerte el a domínium státuszt (ezzel hasonló státuszba került mint Ausztrália és Kanada).

### Az első világháborúban

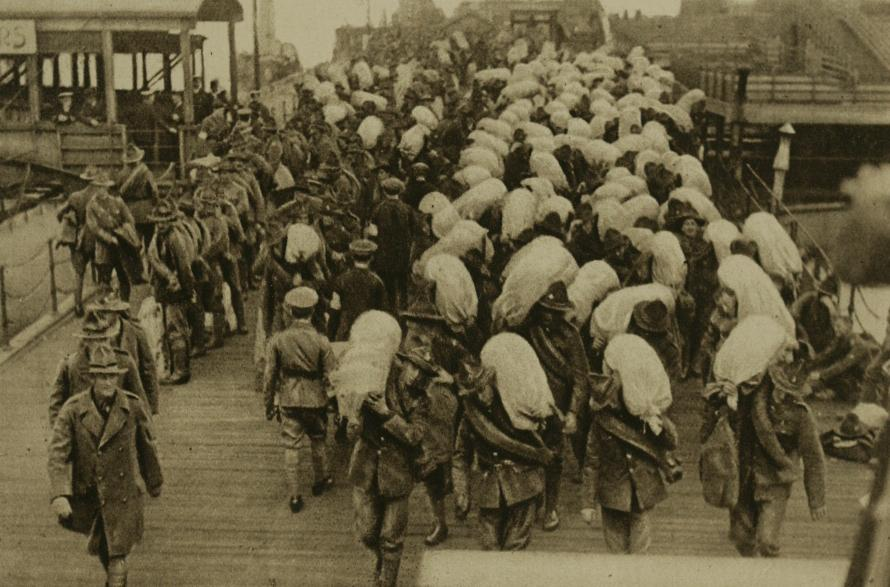
Új-zélandi csapatok egy francia kikötőben, 1918

Új-Zéland, mint a Brit Birodalom tagja, 1914-ben az Egyesült Királyság oldalán belépett az első világháborúba (az európai hadszíntérre vezényelt erőket az Új-zélandi Expedíciós Erőkbe szervezték). Az új-zélandi erők a háború korai szakaszában elfoglalták a német igazgatás alatt álló Nyugat-Szamoát (melyet 1962-ig tartottak ellenőrzésük alatt). A Gallipolinál vívott vesztes csatában az antant erők részeként súlyos veszteségeket szenvedtek.

## A függetlenség
Az ország a függetlenséget az 1931-ben kihirdetett westminsteri statútum által nyerte el.

### A második világháborúban

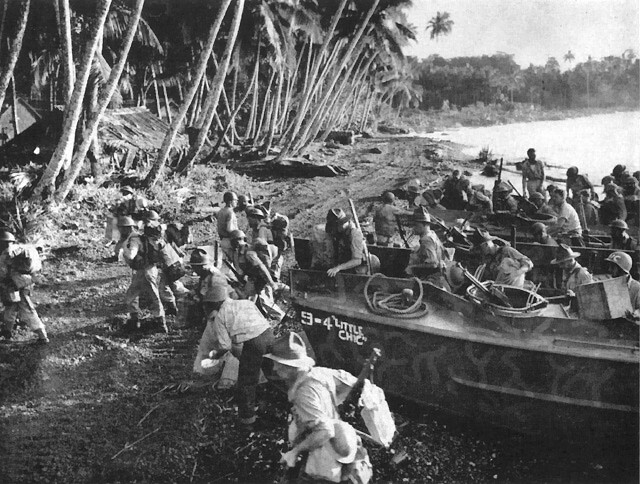
Új-zélandi csapatok a második világháborús csendes-óceáni hadműveletekben.

Új-Zéland a második világháborúba az 1939. szeptember 3-án Németországnak deklarált hadüzenettel lépett be. Új-zélandi csapatok brit parancsnokság alatt részt vettek a görögországi, majd krétai csatákban, valamint az észak-afrikai fronton.
A csendes-óceáni hadszíntéren Új-Zéland elsősorban az amerikai erők egyik pihenőhelye és kiindulási bázisa volt. A japán fenyegetést komolyan vették, de ténylegesen a japánok soha nem tudták fenyegetni Új-Zéland területét, néhány felderítő repülést kivéve.
1945-ben az ország az ENSZ alapító tagja lett, majd megkapta a Nyugat-Szamoa feletti gyámság jogát.

### A háború után
Az Amerikai Egyesült Államokkal való szoros együttműködésnek köszönhetően 1951-ben Új-Zéland, Ausztrália és az USA megkötötte az ANZUS egyezményt.
Robert Muldoon miniszterelnöksége idején (1975-1984), az 1970-es évek gazdasági válsága alatt az ország próbálta megőrizni az 1950-es években megszerzett jólétét. Konzervativizmusa és ellentétekkel teli politikája végül Muldoon bukásához vezettek 1984-ben.

### Reformok
1984-ben munkáspárti kormány került hatalomra, mely a válságot adócsökkentéssel, új forgalmi adó bevezetésével, valamint az ipar állami támogatásának megszüntetésével próbálta enyhíteni. Bár az intézkedések valamelyest enyhítette a válságot, jelentősen növelte a munkanélküliséget, valamint hozzájárult az értéktőzsde 1987-es válságához.
A kormány liberalizálta a bevándorláspolitikát. Míg korábban a legtöbb bevándorló Európából (különösen az Egyesült Királyságból) érkezett, addig az 1980-as évek végére a legtöbben már Ázsiából és Óceániából érkeztek.
A reformok miatt végül a munkáspárti kormány megbukott, őket 1990-ben egy nemzeti kormány követte, Jim Bolger vezetésével. Azonban ez a kormány is folytatta a reformokat. A választási rendszer miatti elégedetlenség miatt végül átalakították, aminek köszönhetően egy arányos képviseleti rendszer alakult ki. Az első választások az új rendszerben 1996-ban voltak.

## Napjainkban
1999-ben újra munkáspárti kormány alakult, ezúttal Helen Clark vezetésével. Az új kormány többnyire fenntartotta elődjeinek reformjait, azonban sokkal kisebb mértékben avatkozott be a gazdasági életbe, a nagyobb hangsúlyt a szociális rendszer fejlesztésére fordította.
Az 1980-as évek közepéhez képest Új-Zéland sokkal önállóbb külpolitikát folytat. Ennek ellenére kisebb egészségügyi és rekonstrukciós egységgel részt vett az iraki háborúban (2003 és 2004 között 61 fős alakulat), valamint egy 160 fős tartományi újjáépítési csoporttal részt vett az afganisztáni újjáépítésben.

## Fordítás
Ez a szócikk részben vagy egészben a History of New Zealand című angol Wikipédia-szócikk ezen változatának fordításán alapul.  Az eredeti cikk szerkesztőit annak laptörténete sorolja fel. Ez a jelzés csupán a megfogalmazás eredetét és a szerzői jogokat jelzi, nem szolgál a cikkben szereplő információk forrásmegjelöléseként.